# Тимірязева
Тимірязева (рос. Тимирязева) — селище Майкопського району Адигеї Росії. Входить до складу Тимірязевського сільського поселення.
Населення — 1152 особи (2015 рік).